# Долни-Вадин
Долни-Вадин (болг. Долни Вадин) — село в Болгарии. Находится в Врачанской области, входит в общину Оряхово. Население составляет 228 человек.

## Политическая ситуация
В местном кметстве Долни-Вадин, в состав которого входит Долни-Вадин, должность кмета (старосты) исполняет Иван Русинов Спасов (независимый) по результатам выборов.
Кмет (мэр) общины Оряхово — Георги Иванов Пенков (коалиция в составе 2 партий: Национальное движение «Симеон Второй» (НДСВ), Земледельческий народный союз (ЗНС)) по результатам выборов.